# Distrikt Julcán (Jauja)
Der Distrikt Julcán liegt in der Provinz Jauja in der Region Junín in Zentral-Peru. Der Distrikt wurde am 21. Januar 1925 gegründet. Er besitzt eine Fläche von 19,1 km². Beim Zensus 2017 wurden 773 Einwohner gezählt. Im Jahr 1993 lag die Einwohnerzahl bei 1147, im Jahr 2007 bei 848. Sitz der Distriktverwaltung ist die 3460 m hoch gelegene Ortschaft Julcán mit 773 Einwohnern (Stand 2017). Julcán befindet sich 7,3 km östlich der Provinzhauptstadt Jauja.

## Geografische Lage
Der Distrikt Julcán befindet sich im Andenhochland zentral in der Provinz Jauja. Er liegt in den westlichen Ausläufern der peruanischen Zentralkordillere östlich des Río Mantaro. Der Río Masma, ein Zufluss des Río Yacus, durchquert den Distrikt.
Der Distrikt Julcán grenzt im Westen an den Distrikt Huertas, im Norden an den Distrikt Molinos, im Osten an den Distrikt Masma Chicche sowie im Süden an den Distrikt Masma.